# Andricus quercuscalifornicus
Andricus quercuscalifornicus är en stekelart som först beskrevs av Bassett 1881.  Andricus quercuscalifornicus ingår i släktet Andricus och familjen gallsteklar. Inga underarter finns listade i Catalogue of Life.

## Bildgalleri

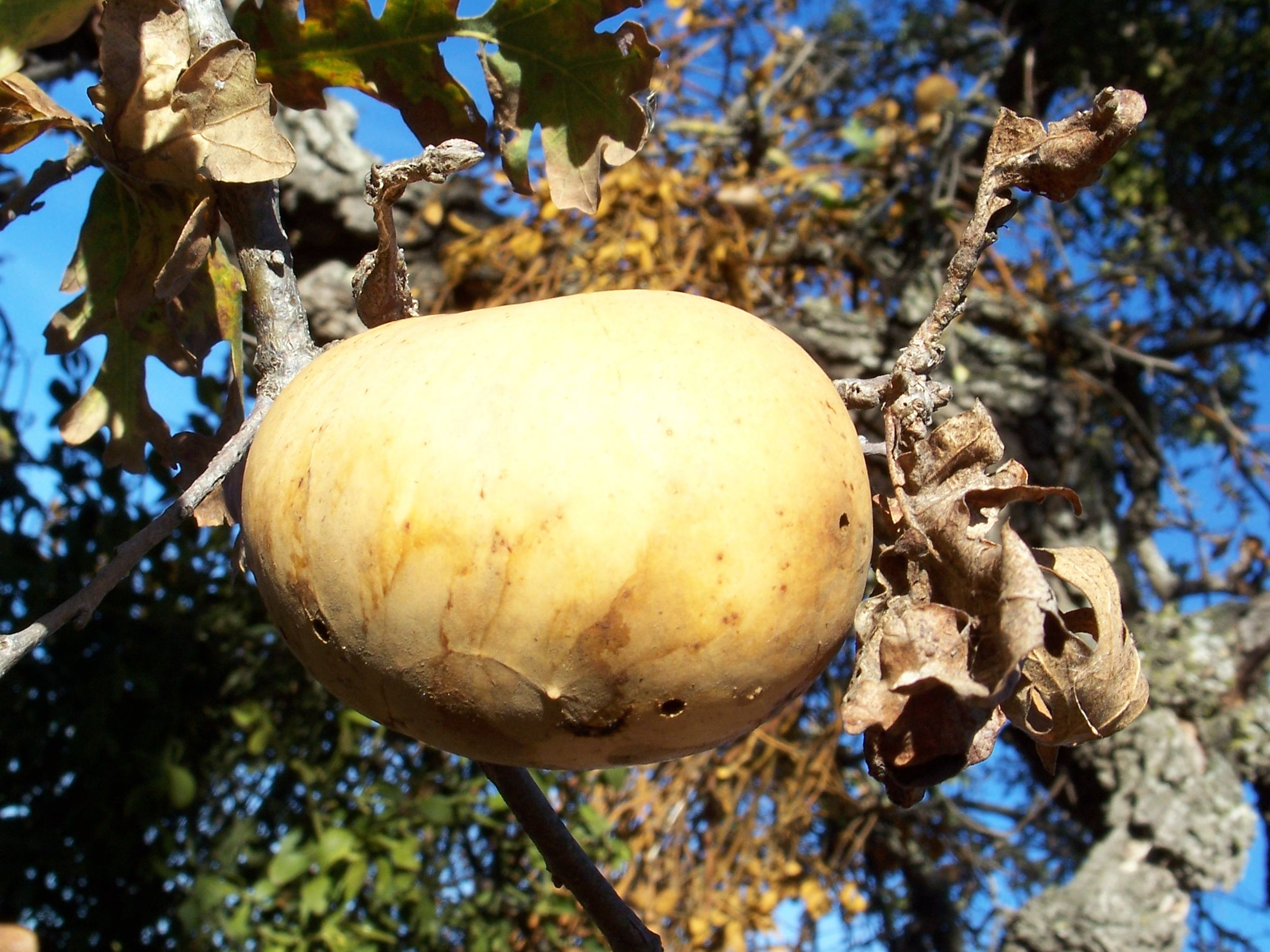
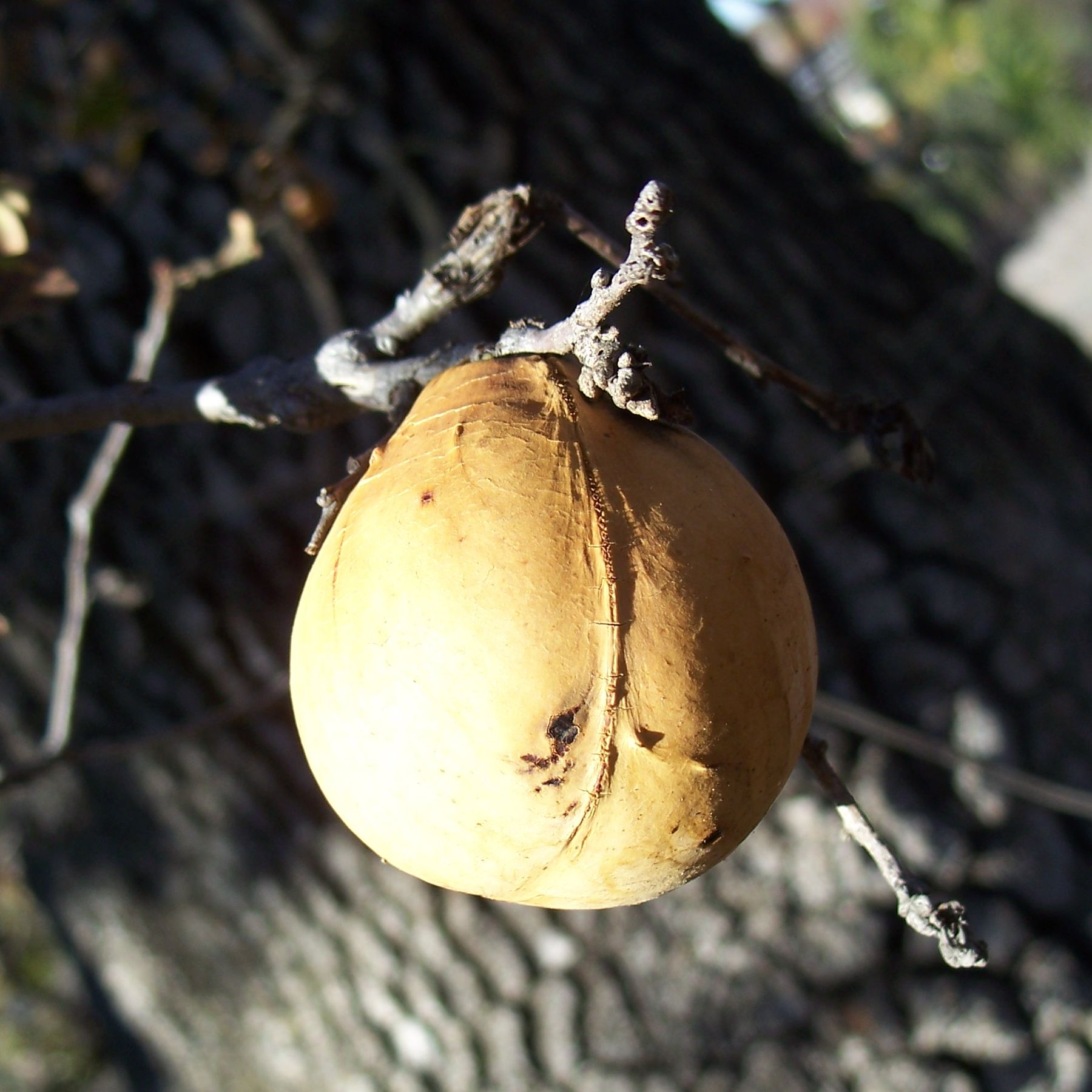
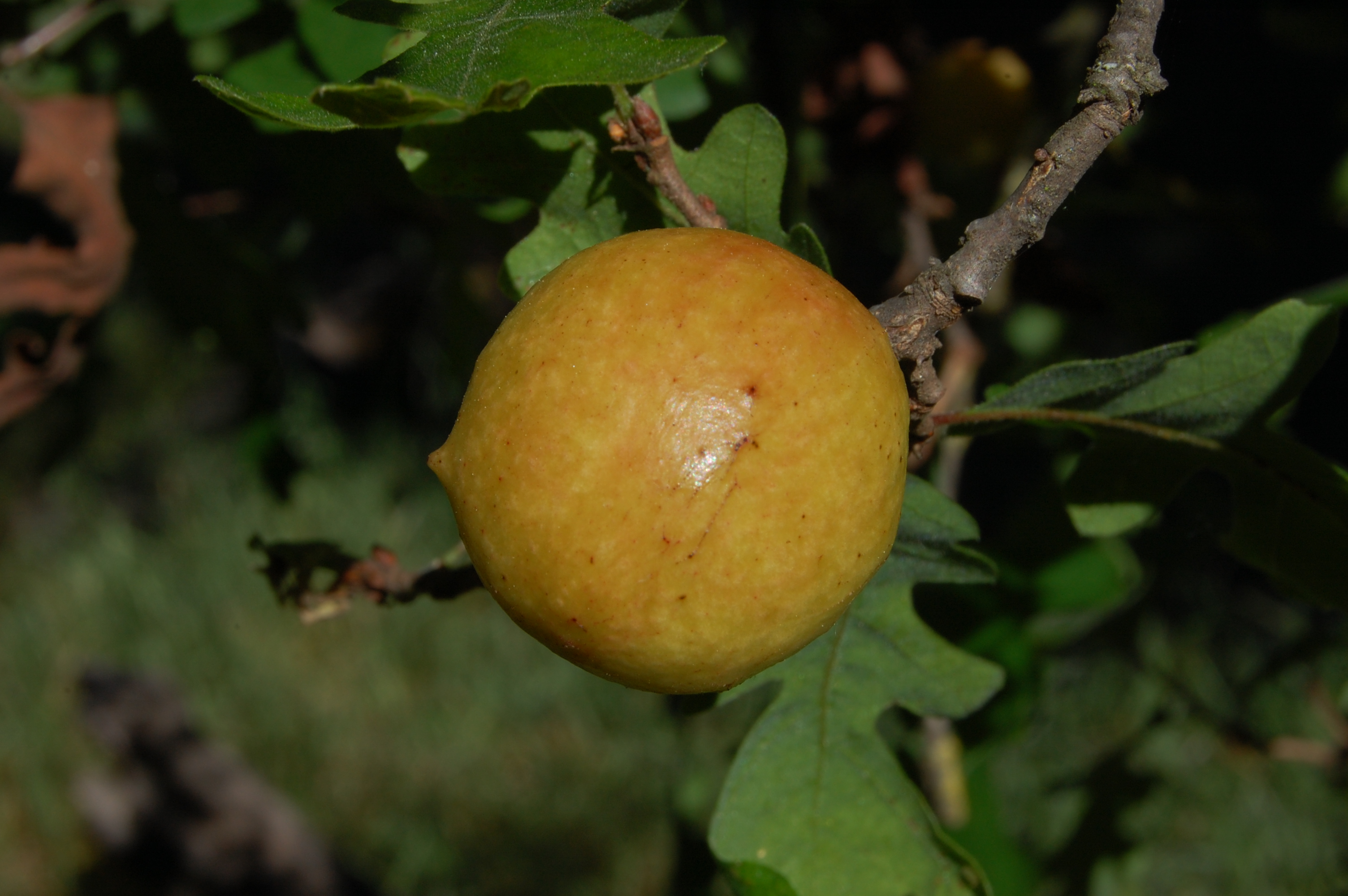
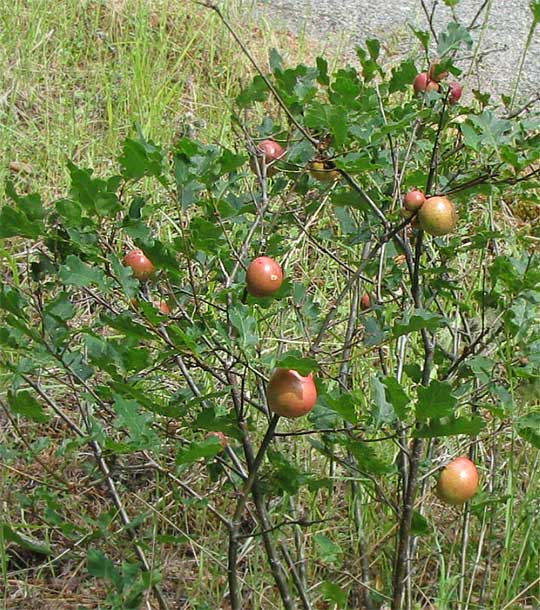